# Parque nacional Werrikimbe

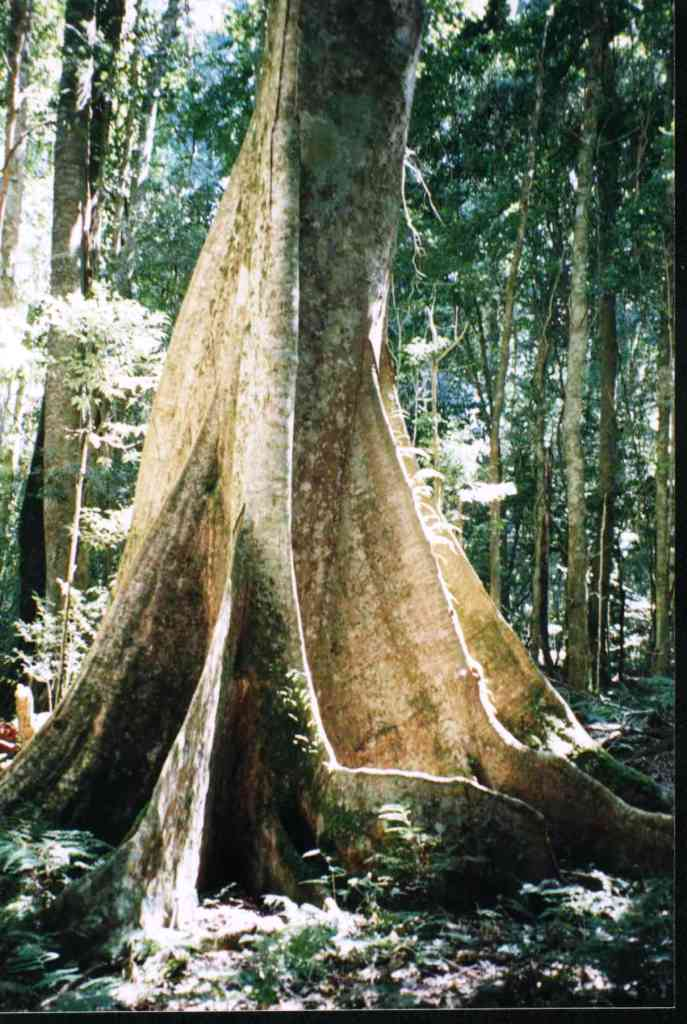
Sloanea woollsii (Carabeen amarillo), Parque nacional Werrikimbe, Nueva Gales del Sur.

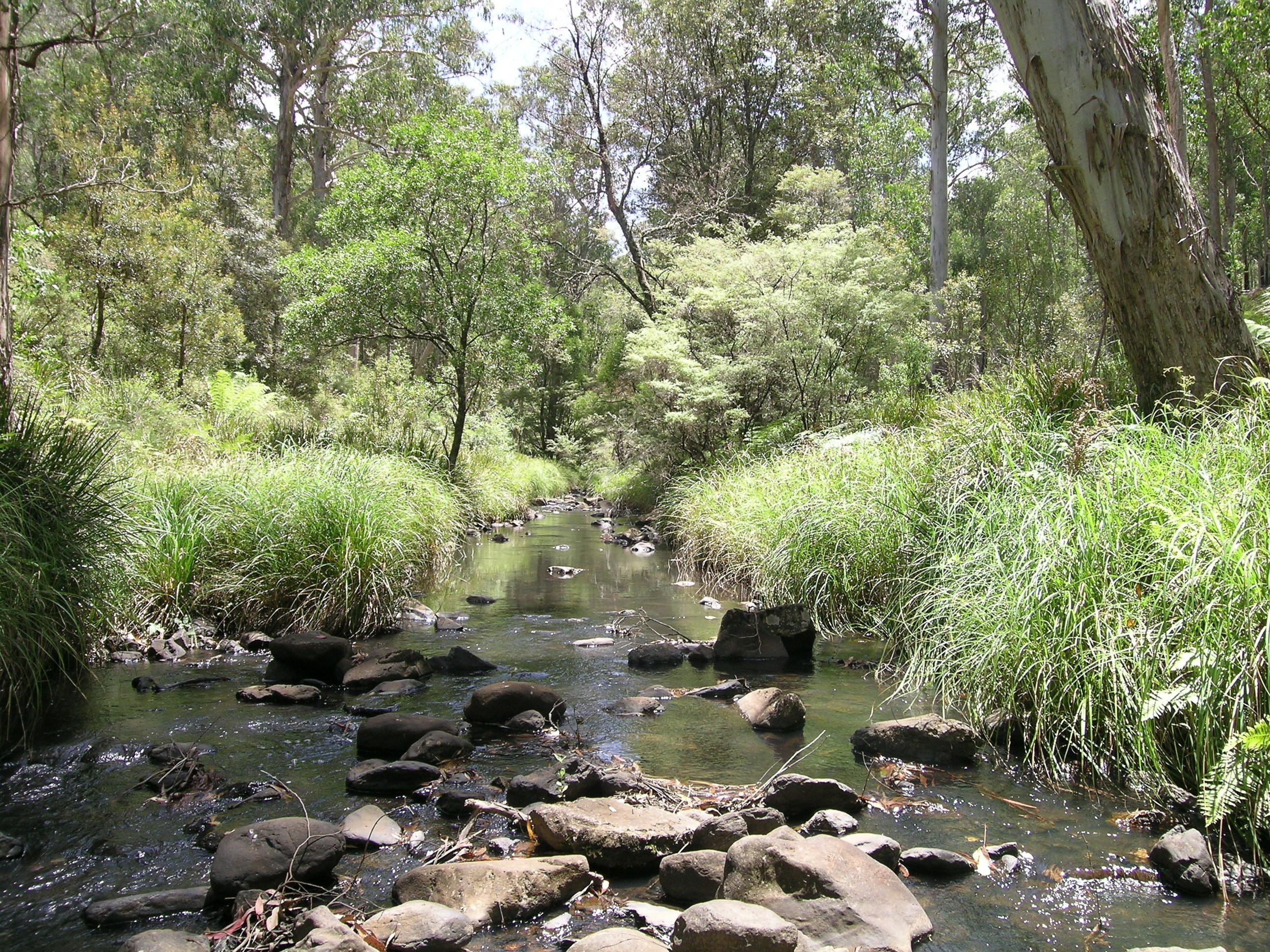
Parque nacional Werrikimbe.

El parque nacional Werrikimbe (en inglés: Werrikimbe National Park) es una zona de captación del río Hastings, Nueva Gales del Sur, Australia, aproximadamente a 486 km al norte de Sídney. Se encuentra en la escarpa este de la Gran Cordillera Divisoria. El parque nacional Werrikimbe es también un Patrimonio de la humanidad y forma parte de los Bosques húmedos Gondwana de Australia. 
El parque nacional Werrikimbe es notable por una rica diversidad de plantas y animales, bosques lluviosos, extensa vida silvestre, pintorescos ríos y oportunidades para esparcimiento al aire libre en un lugar remoto.
Todos los caminos de acceso al parque tienen superficie de grava, son sinuosos y abruptos en algunos lugares. Estos caminos son inconvenientes para caravanas. Existe una pista de tracción en las cuatro ruedas. Hay cinco áreas para visitantes con instalaciones básicas — tres en el lado este cerca del límite de la escarpa, y dos al oeste en la meseta. 
Sitios de acampada están disponibles en:
- Terreno de campamento Brushy Mountain (20 sitios) en el límite noroeste del parque. Los sitios de acampada son convenientes para: personas que les gusta caminar cortas distancias del carro a la tienda. Instalaciones: tocadores, mesas de pícnic, barbacoa de madera
- Terreno de campamento Mooraback (5 sitios) en el extremo noroeste del parque. Instalaciones: tocadores, mesas de pícnic, barbacoas de madera
- Terreno de campamento Plateau Beech (5 sitios), a un lado de donde se deja el vehículo, en el lado este del parque. Instalaciones: tocadores, mesas de pícnic, barbacoas de madera

## Historia

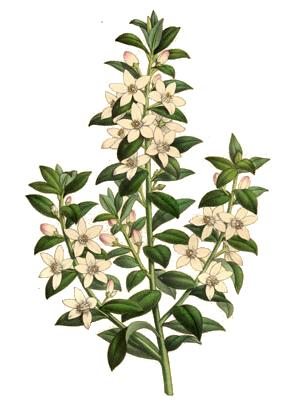
Philotheca myoporoides, que solo se encuentra en el P.N. Werrikimbe y Queensland.

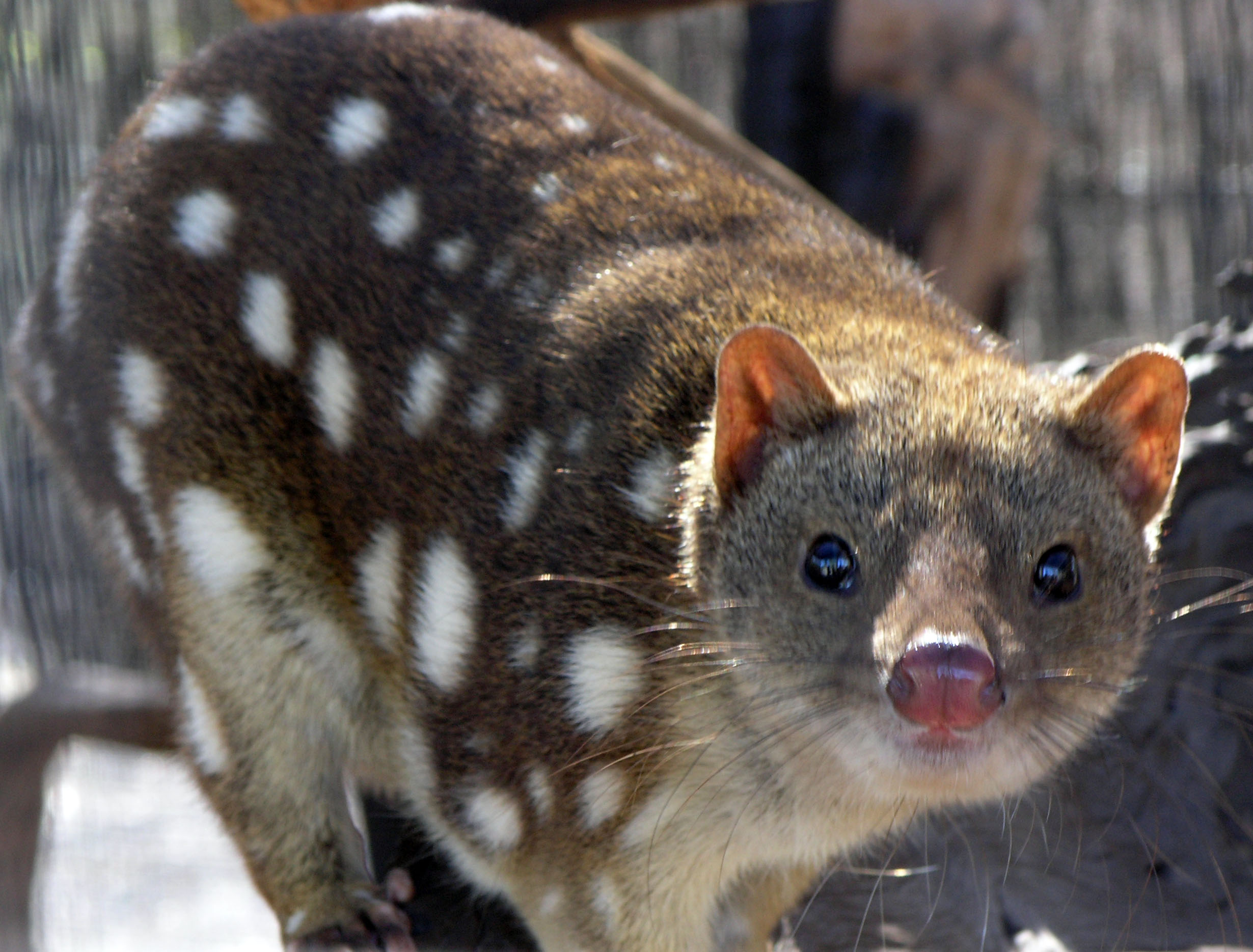
cuol manchado.

El área de Mooraback fue uno de los primeros estableciemientos al este de Walcha, con registros de los primeros colonizadores en los años 1850. 
Durante la década de 1950 se llevó a cabo alguna minería de manganeso en lo que ahora se encuentra en los confines del parque.

## Flora
Hay una gran variedad de vegetación aquí, dependiendo de la lluvia y la altitud: bosques de eucaliptos, Ceratopetalum apetalum, Atherosperma moschatum, (Dendrocnide), Philotheca myoporoides (flores de cera de hojas largas) y carabeens amarillos (Sloanea woollsii) con sus troncos suspendidos ensanchados en la base. El parque nacional Werrikimbe es hogar de plantas raras: Chiloglottis anaticeps (orquídea ave), flor vellosa de Guinea, Thismia rodway (linternas de colores) y el ciprés pigmeo (pygmy cypress). Estos bosques también contienen los únicos ejemplos del helecho rey diáfano (Leptopteris fraseri), que se sabe que solo crece en Nueva Gales del Sur. El bosque de hayas antárticas australianas (Nothofagus moorei), que se encuentra en el camino de la Meseta Norte se estima de hasta 1000 años de antigüedad y forma los más compactos bosques de hayas australes en existencia. La amenazada especie, Pino ciprés pigmeo Callitris oblonga subsp. parva, crece en el norte de Nueva Gales del Sur en el límite este de Mesetas del Norte en el Parque nacional Werrikimbe.

## Fauna
El parque nacional Werrikimbe es el hábitat de 22 especies de animales amenazadas incluyendo la amenazada ave Atrichornis rufescens. El raro (nativo) Pseudomys oralis (ratón del río Hastings) fue considerado extinto hasta que fue redescubierto en el Parque nacional Werrikimbe, en 1981. Este ratón frecuenta la vegetación de tipo brezal y bosques abiertos cerca de los arroyos. El Alectura lathami (pavo de matorral), koala, Psophodes olivaceus, Ninox strenua (Búho poderoso), Petaurus, cuol y pájaros del género menura (aves lira) pueden ser vistos en el parque.